# アイク・ウグボ
アイク・ドミニク・ウグボ（Ike Dominique Ugbo, 1998年9月21日 - ）は、イングランド出身、カナダ代表のサッカー選手。ポジションはFW。シェフィールド・ウェンズデイFC所属。

## 経歴

### クラブ
2017年7月17日に、チェルシーFCから期限付き移籍でバーンズリーFCに加入。しかし、出場機会を得られなかったことから、2018年1月3日に契約を打ち切り、ミルトン・キーンズ・ドンズFCに期限付き移籍した。
2018年8月にスカンソープ・ユナイテッドFCに期限付き移籍した。
2019年8月、自身初の国外移籍となる、エールステ・ディヴィジのローダJCに期限付き移籍した。
2020年8月18日、ジュピラー・プロ・リーグのサークル・ブルッヘに期限付き移籍した。
2021年8月25日、KRCヘンクと4年契約を締結した。
2022年1月、トロワACにレンタル移籍。同年8月4日に完全移籍。
2023年7月、カーディフ・シティFCに1シーズンのレンタル移籍で加入した。翌月8月6日、リーズ・ユナイテッドFC戦でデビューを果たした。
2024年1月11日、トロワから呼び戻され、シェフィールド・ウェンズデイFCに再レンタル移籍した。
同年8月9日、トロワからシェフィールド・ウェンズデイFCへ完全移籍した。

### 代表
2021年11月12日、2022 FIFAワールドカップ予選のコスタリカ代表戦でカナダ代表デビュー。

## 人物
- ナイジェリアにルーツを持っている[13]。

## 代表歴

### 出場大会
- カナダ代表
  - 2022 FIFAワールドカップ

### 試合数
- 国際Aマッチ 9試合 0得点（2021年-）[14]

| カナダ代表 | 国際Aマッチ | 国際Aマッチ |
| 年         | 出場        | 得点        |
| ---------- | ----------- | ----------- |
| 2021       | 1           | 0           |
| 2022       | 7           | 0           |
| 2023       | 0           | 0           |
| 2024       | 1           | 0           |
| 通算       | 9           | 0           |